# Боевой модуль

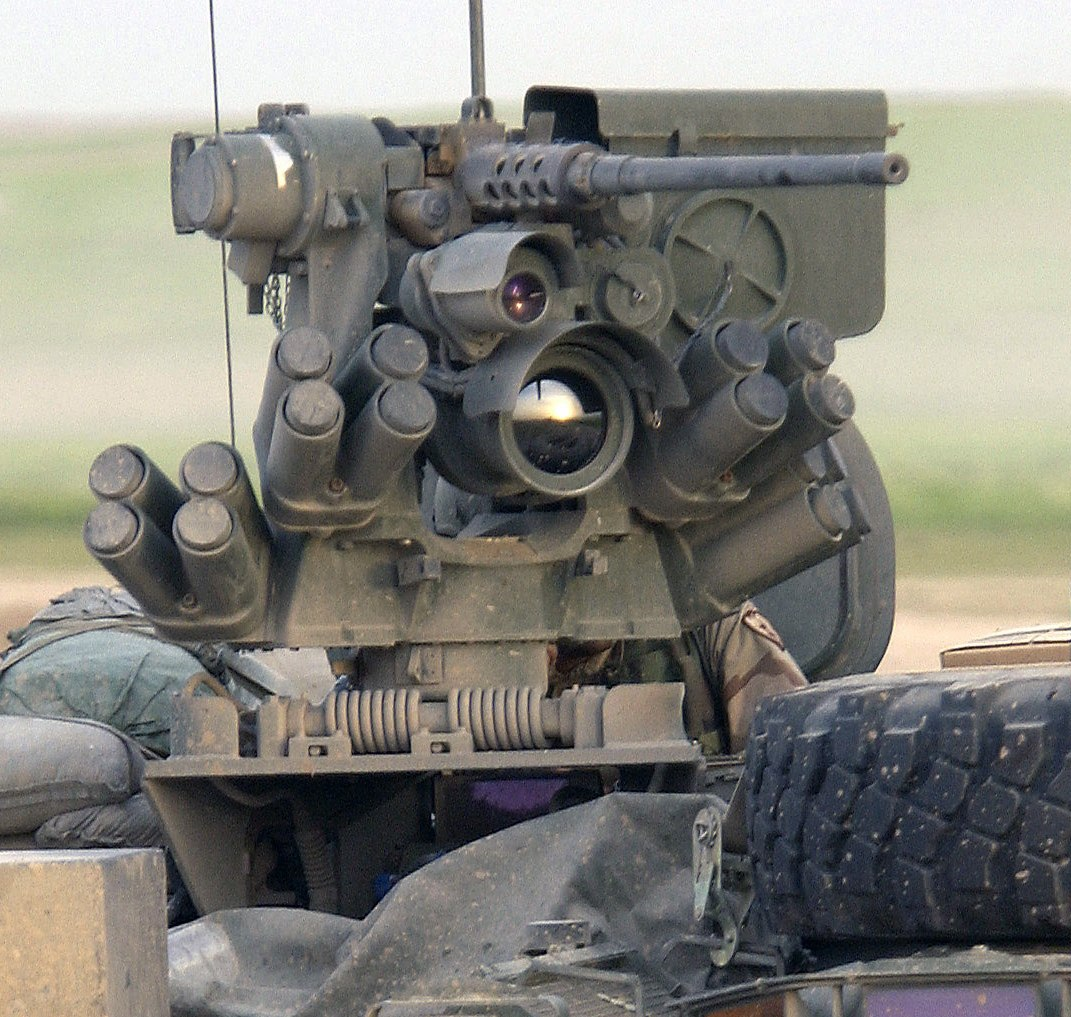
Боевой модуль Protector RWS на БМП Stryker

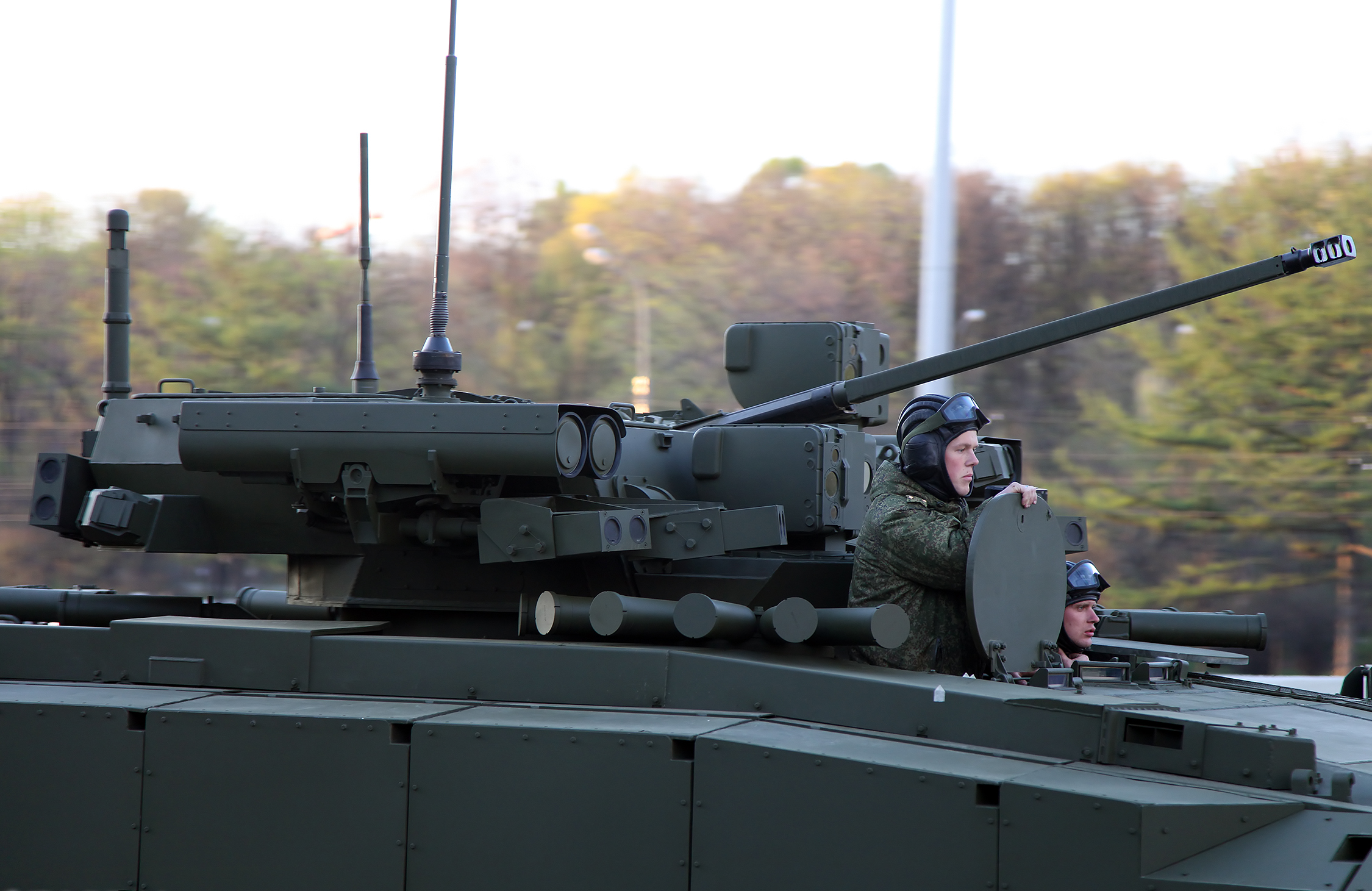
Боевой модуль Бумеранг-БМ на БМП Курганец-25

Боевой модуль — съёмный и заменимый функциональный элемент модульной конструкции вооружения и военной техники (в первую очередь, сухопутной авто- и бронетехники, а также кораблей, боевых космических станций и других носителей).
Может нести ствольное, ракетное, оружие направленной энергии или комбинированное вооружение, а также радиолокационные средства, средства радиоэлектронной борьбы и другое. Может быть как дистанционно управляемым (необитаемым) так и управляемым расчётом в ручном режиме или по приборам.

## Оснащение
Помимо (а иногда вместо) вооружения и оптико-электронных и/или механических прицельных приспособлений для его наведения, боевой модуль может быть также оснащён электронно-вычислительной аппаратурой, средствами разведки и связи, радиоаппаратурой различного назначения.

## Разновидности
В зависимости от носителя, боевые модули подразделяются на:
- стационарные
- самоходные (автобронетанковые)
- палубные
- другие

В зависимости от установленного вооружения, боевые модули подразделяются на:
- Пулемётный
- Стрелково-пушечный
- Ракетный
- Ракетно-артиллерийский
- Комбинированный

В зависимости от своего функционального предназначения, боевые модули подразделяются на:
- Универсальный (многоцелевой)
- Артиллерийский
- Противотанковый
- Зенитный

В зависимости от количества операторов и других специалистов (расчёта), размещающихся в боевом модуле:
- Необитаемый
- Одноместный
- Двухместный

и так далее.

## Галерея
Ниже представлены некоторые из существующих боевых модулей:

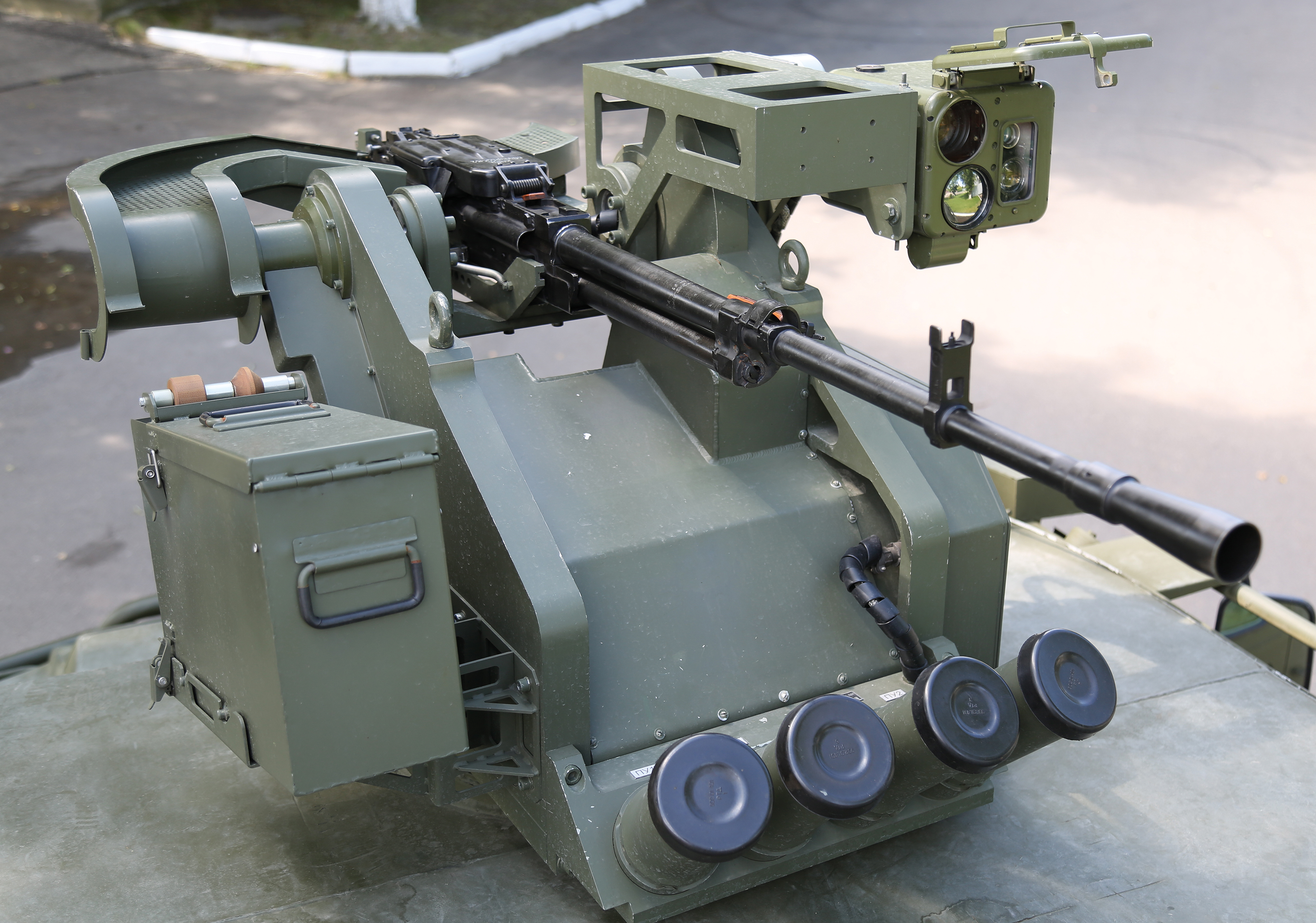
«Арбалет-ДМ»
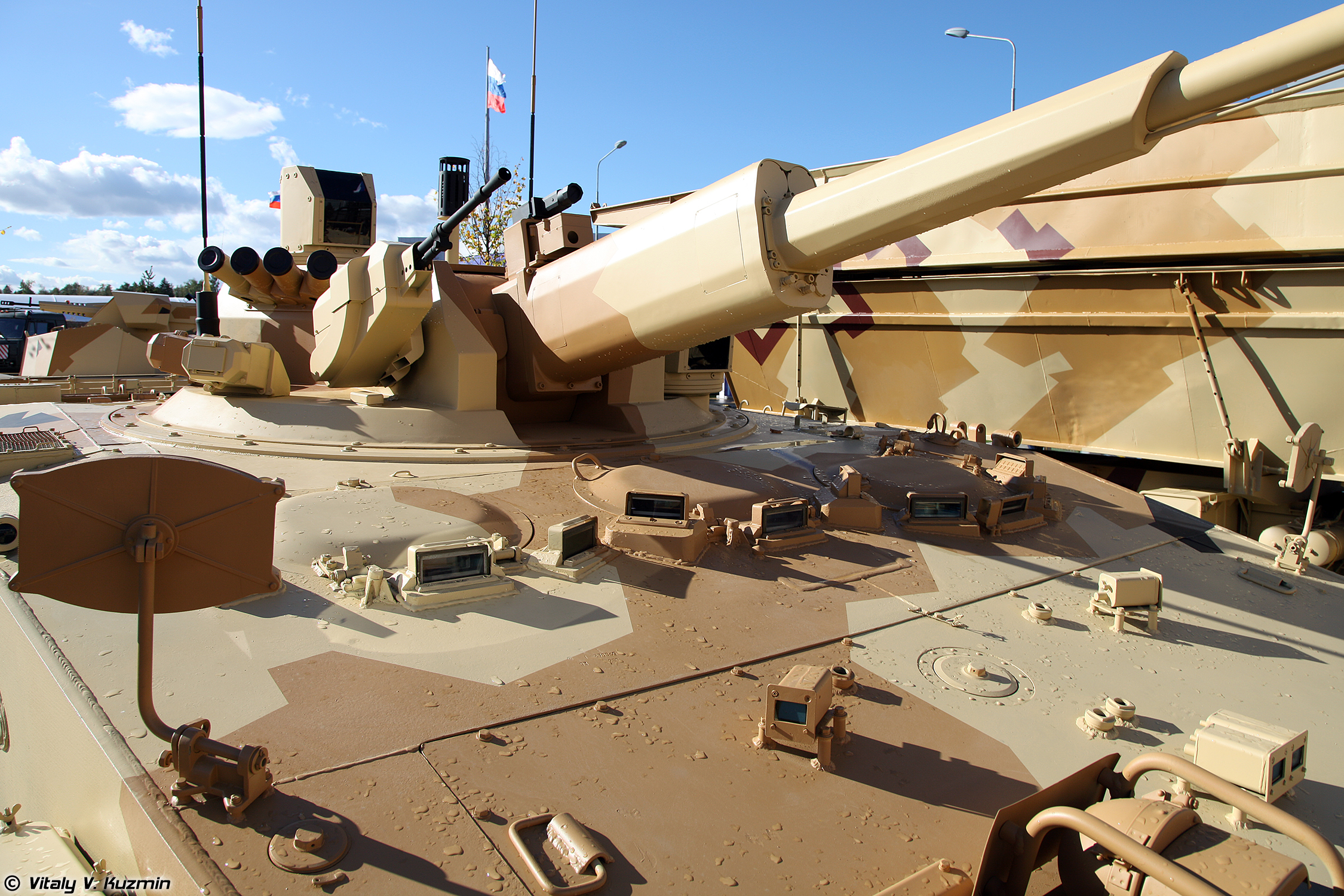
«Байкал»
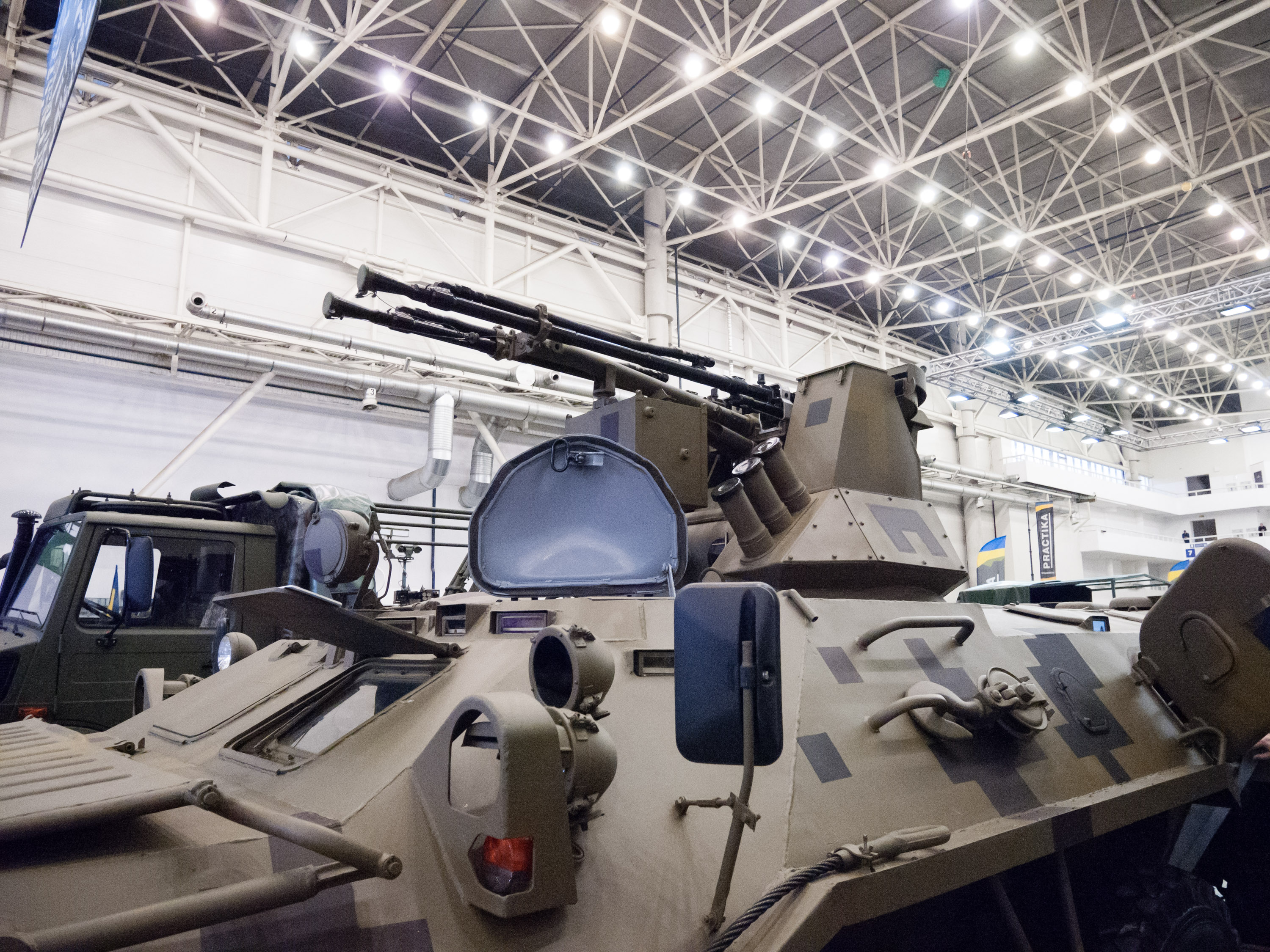
«БАУ 23×2»
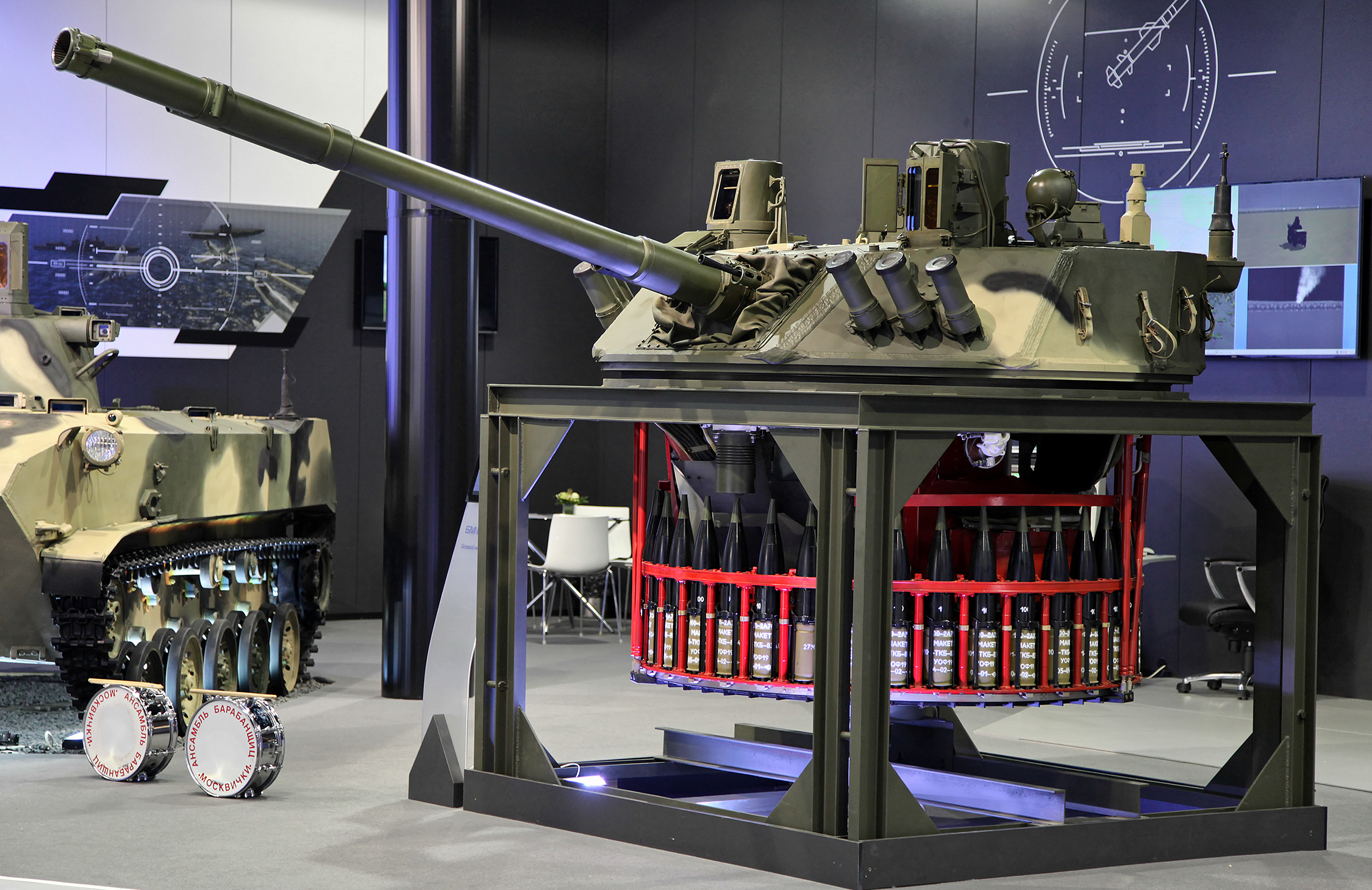
«Бахча-У»
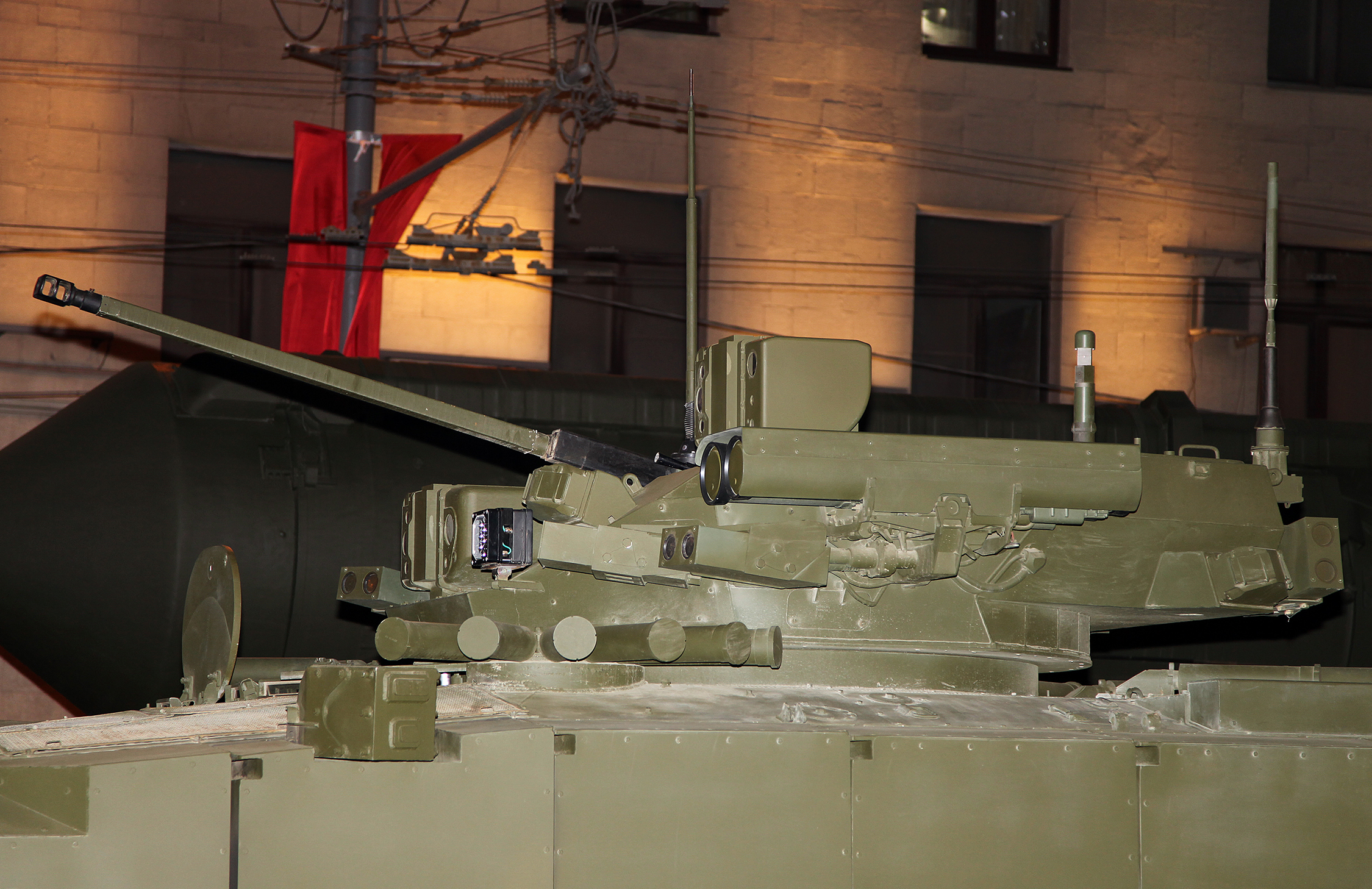
«Бумеранг-БМ»
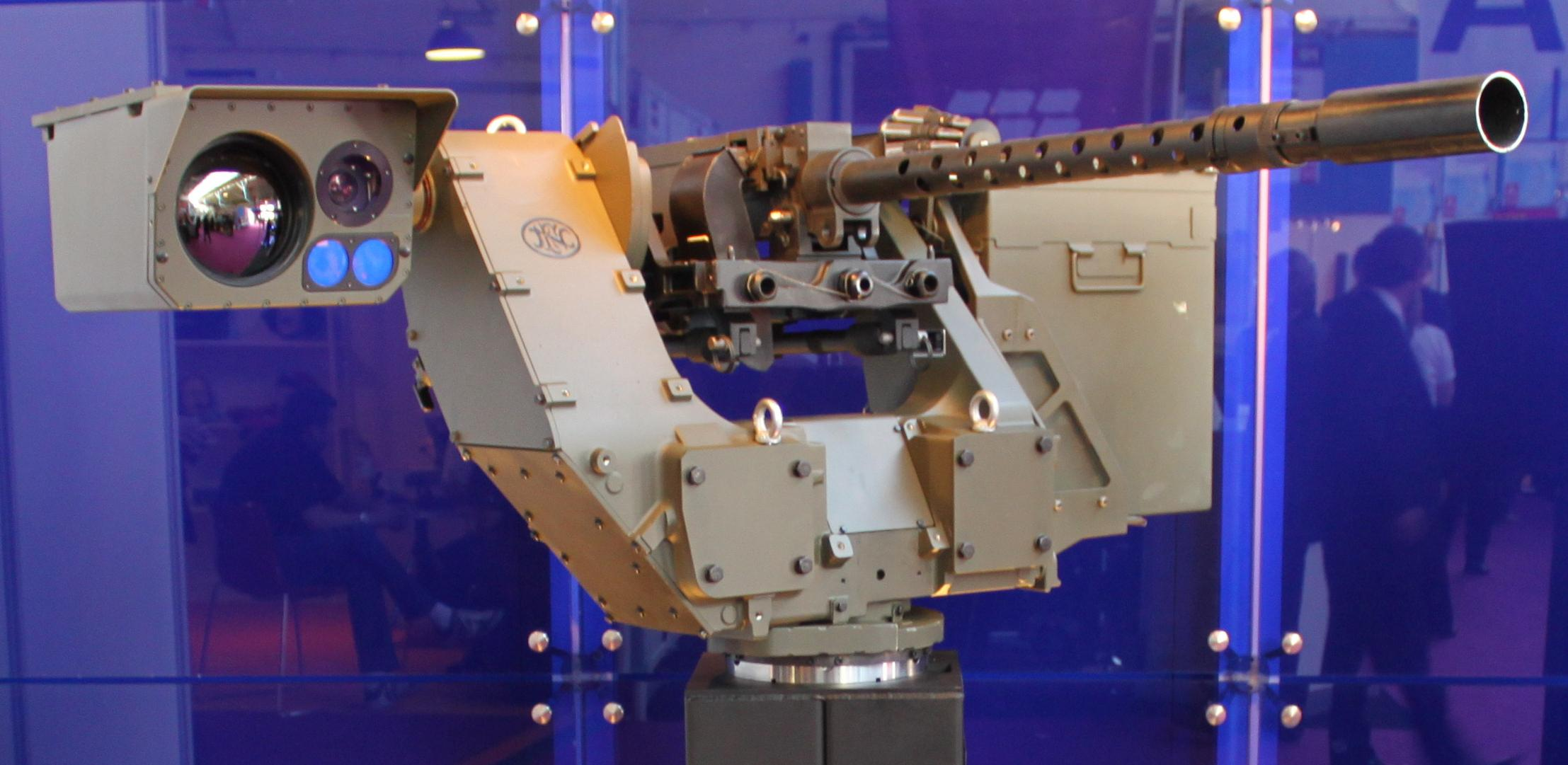
«Дифендер»
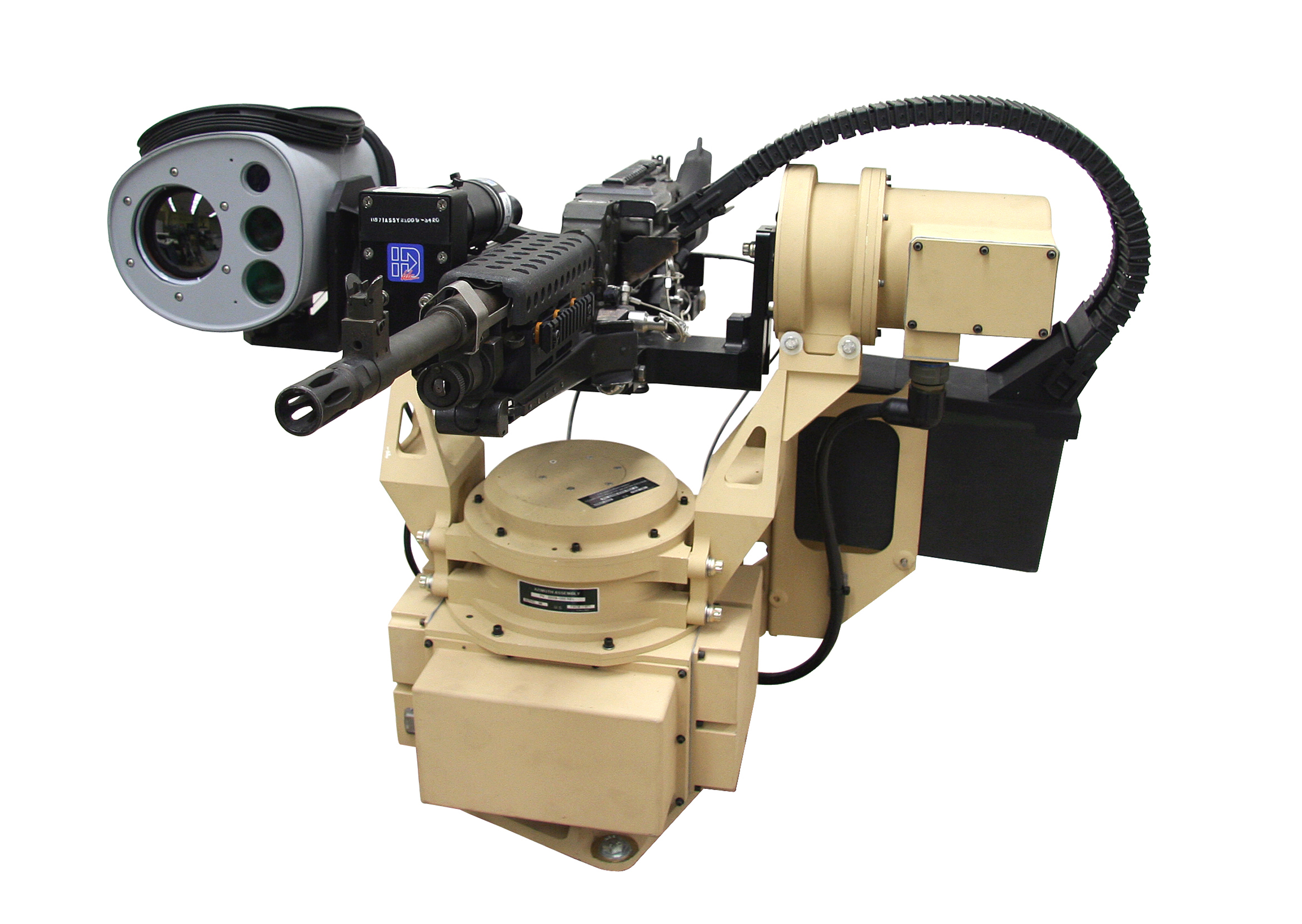
«Кроус»
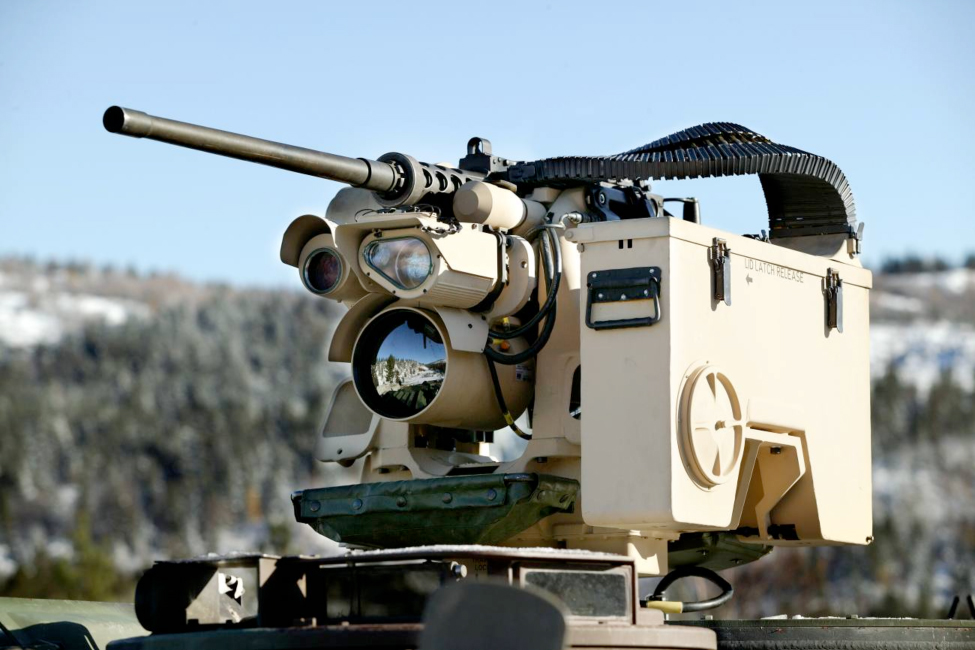
«Кроус-2»
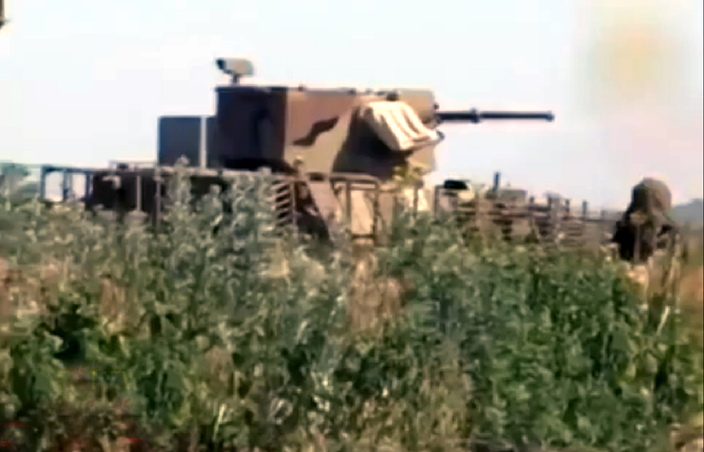
«Парус»
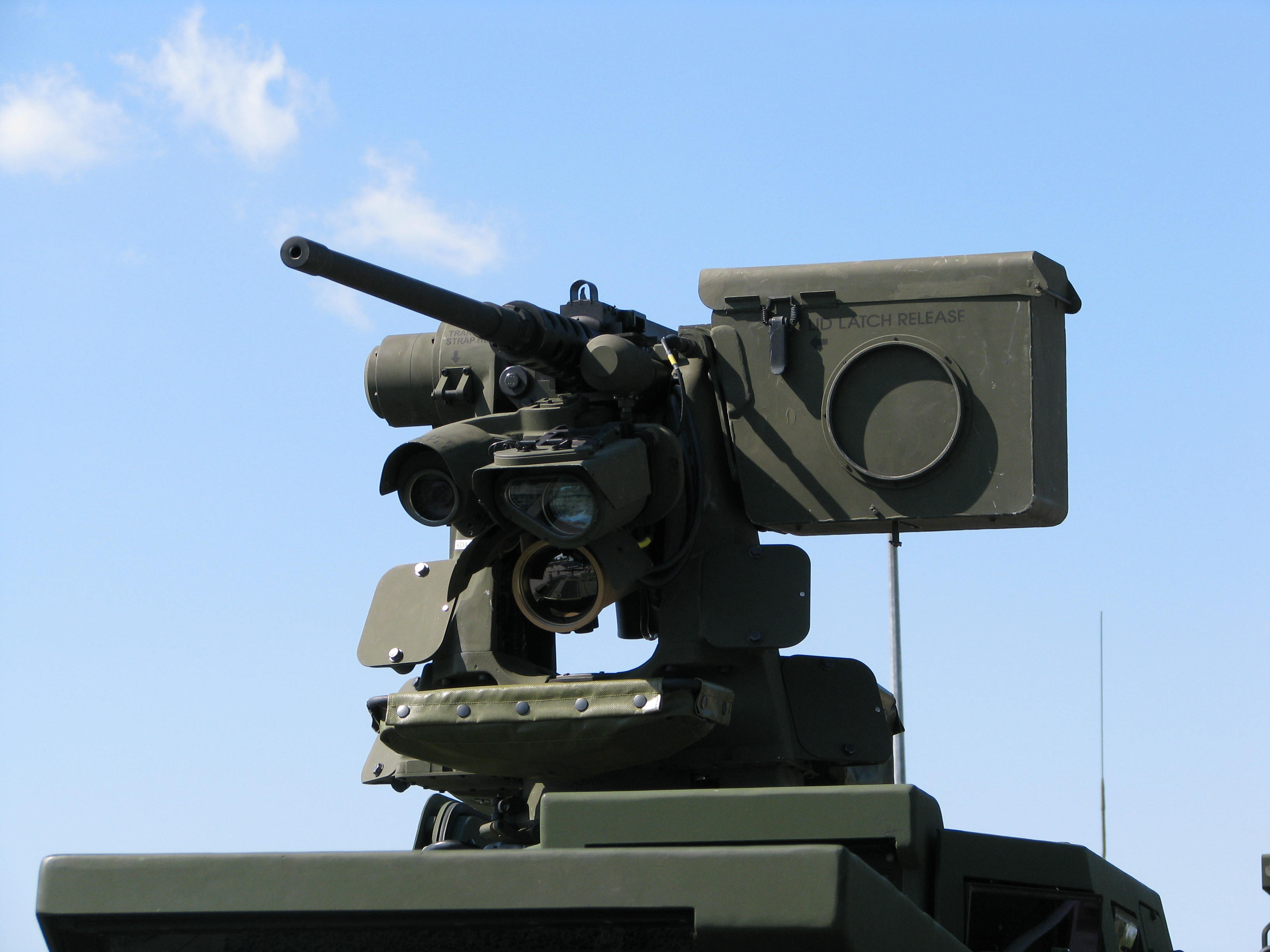
«Протектор»
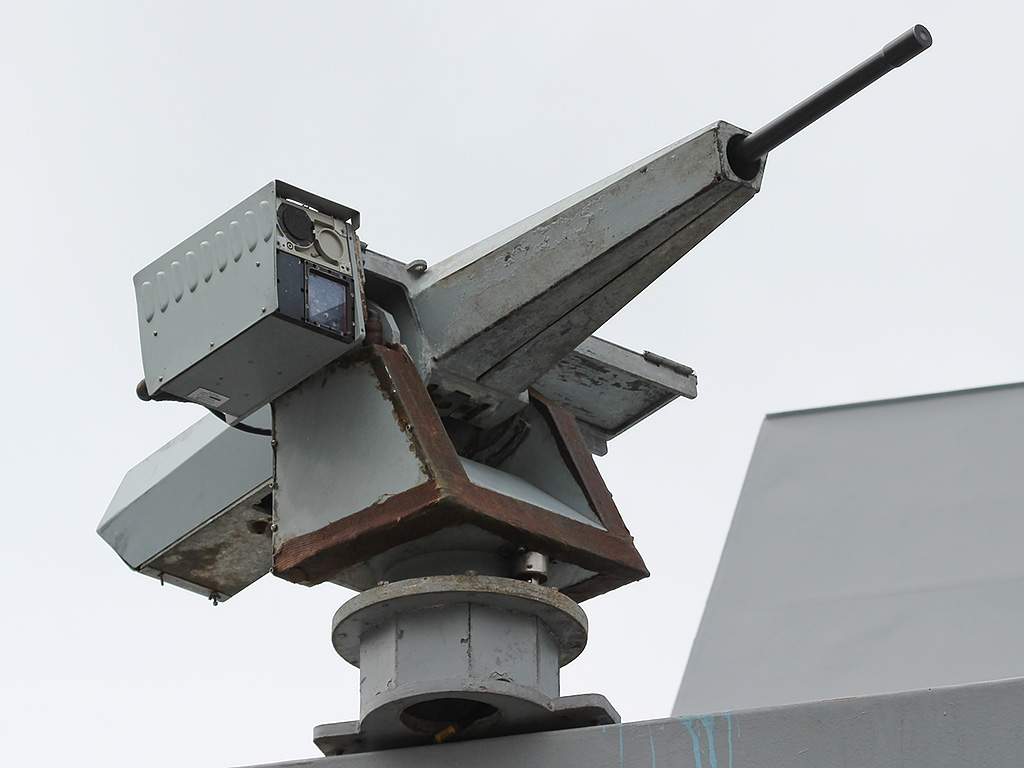
«Рогг»
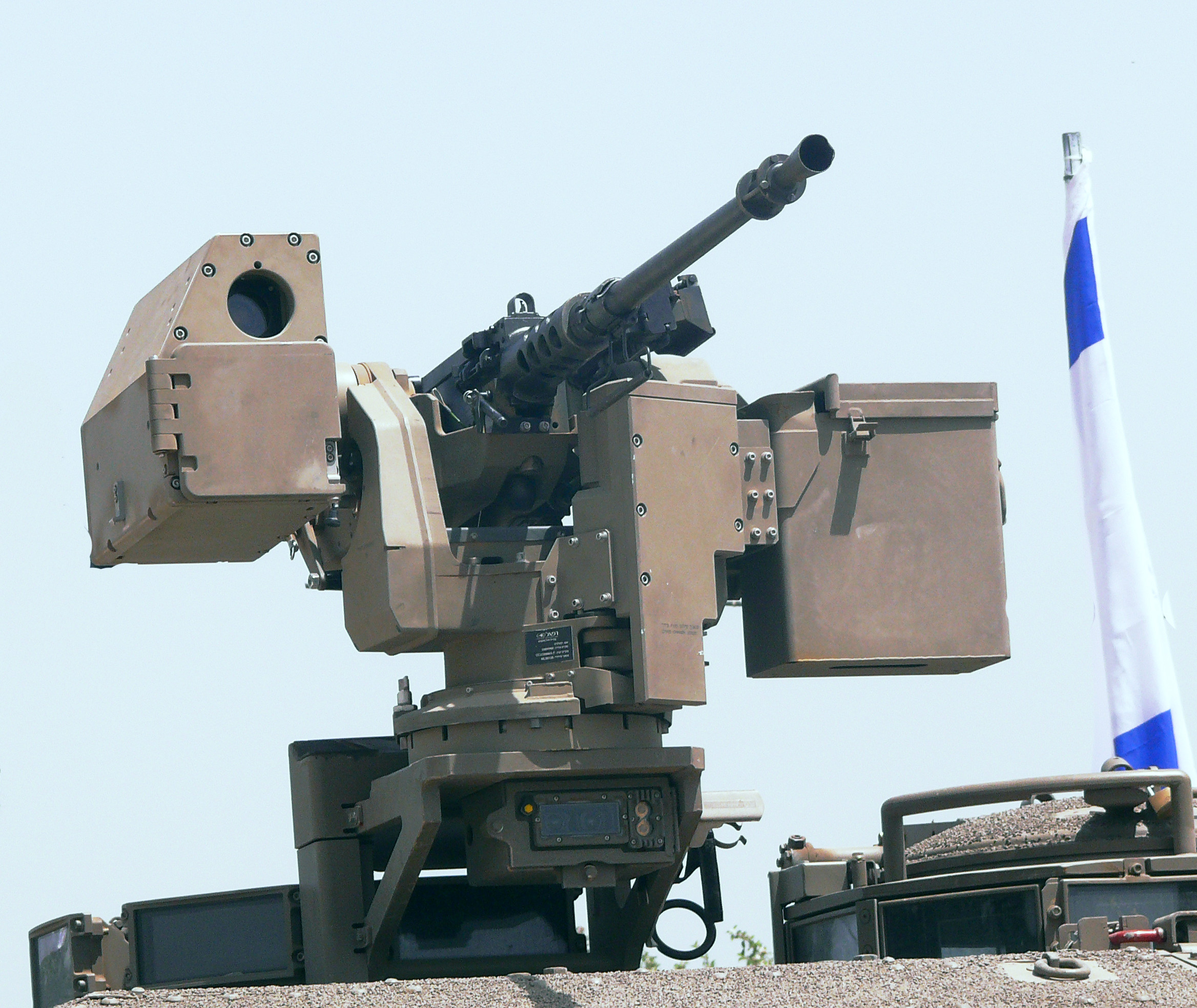
«Самсон»
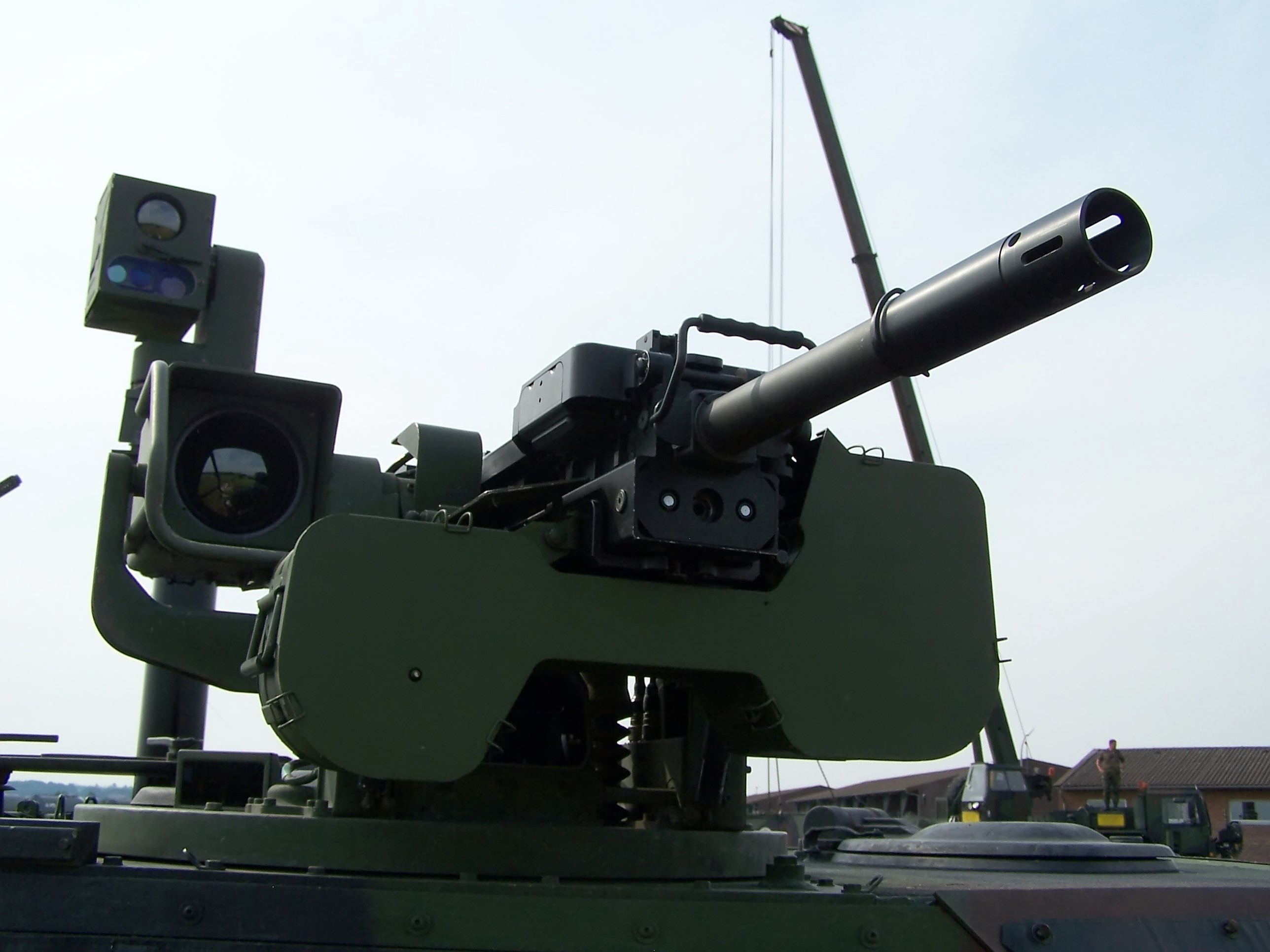
«Феннек»
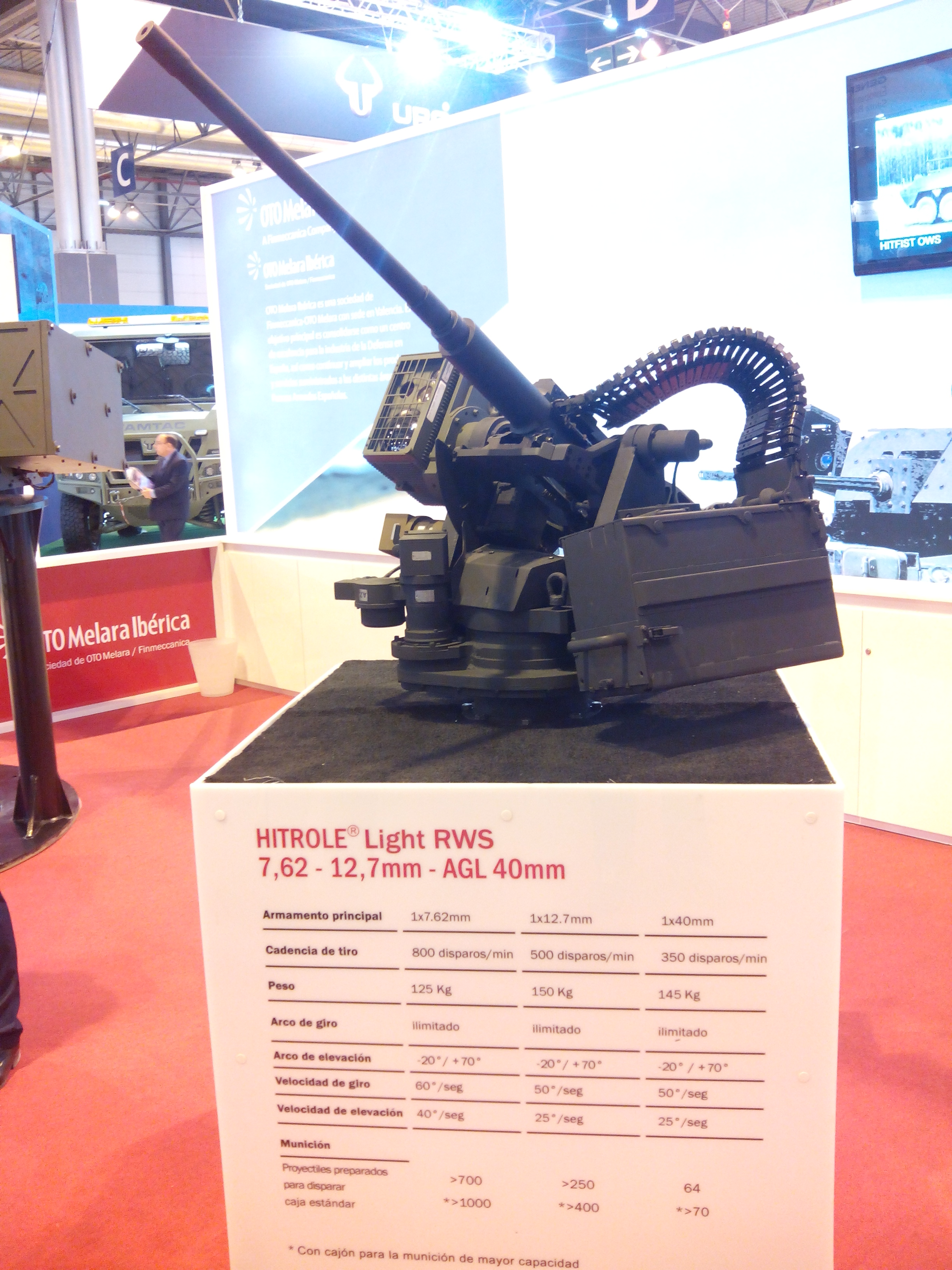
«Хитрол»
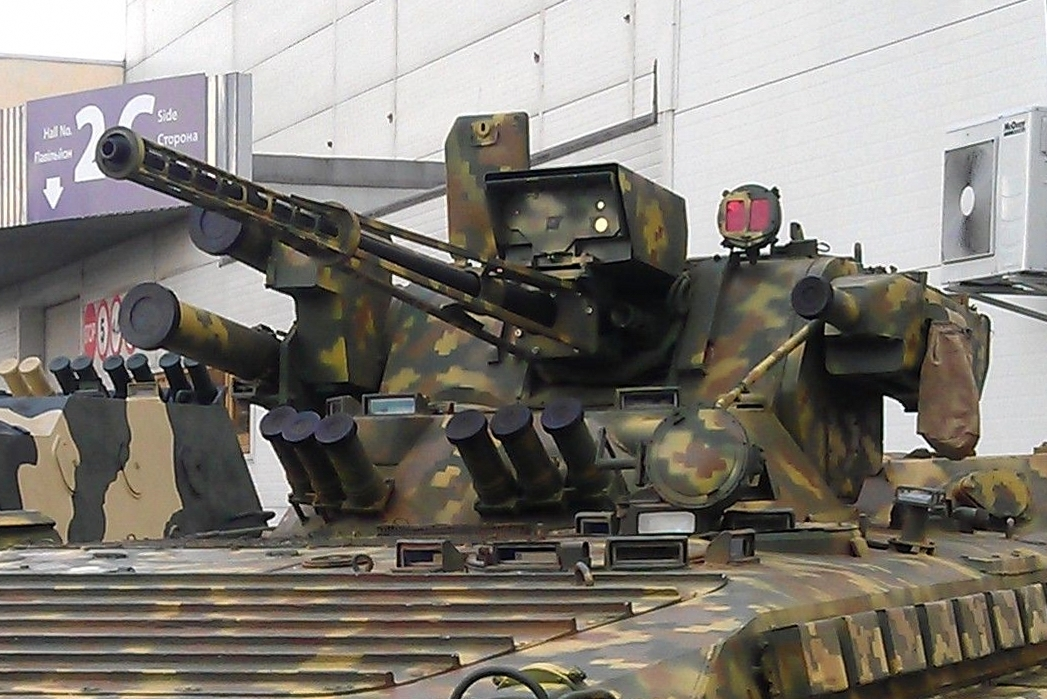
«Шквал»
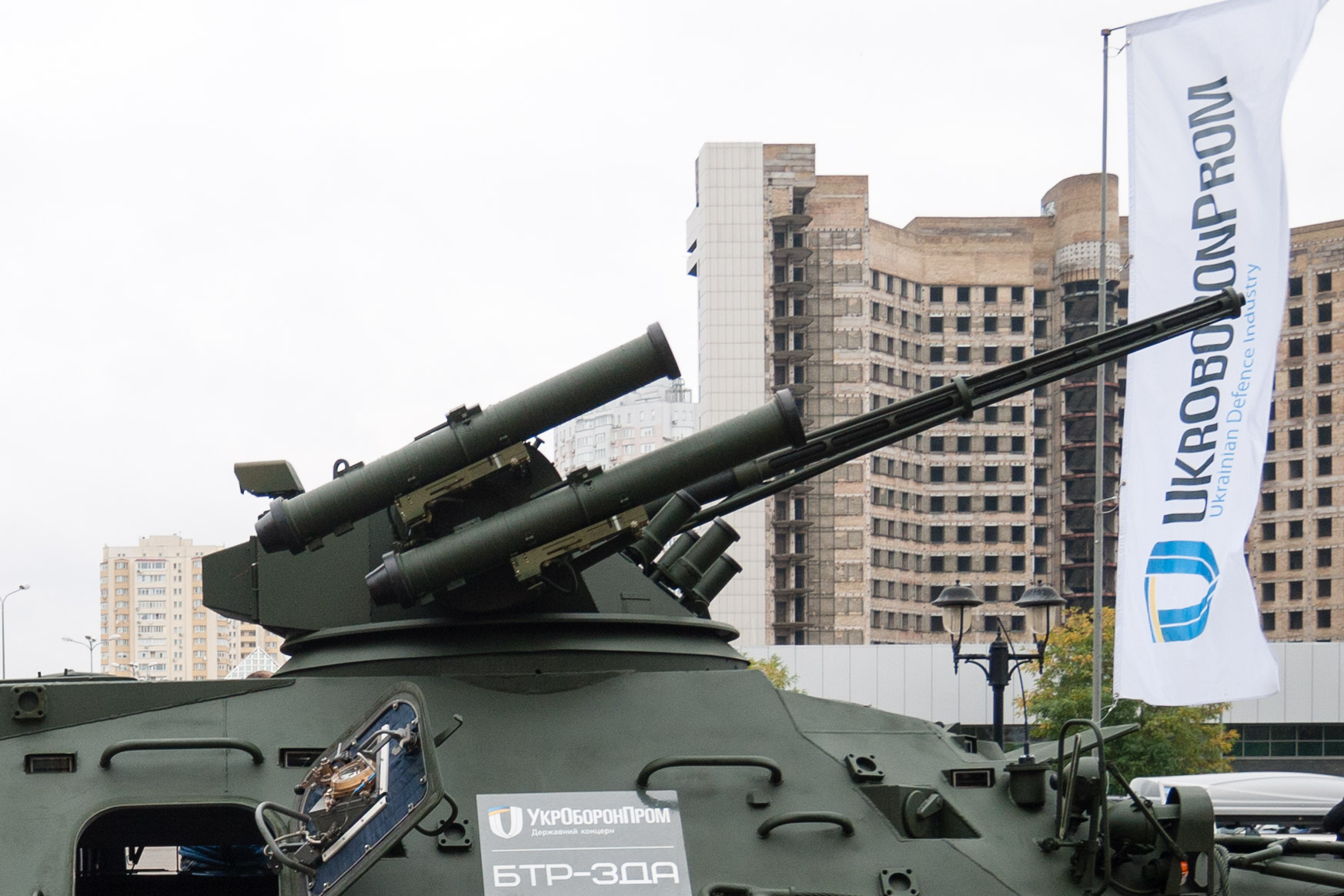
«Штурм»
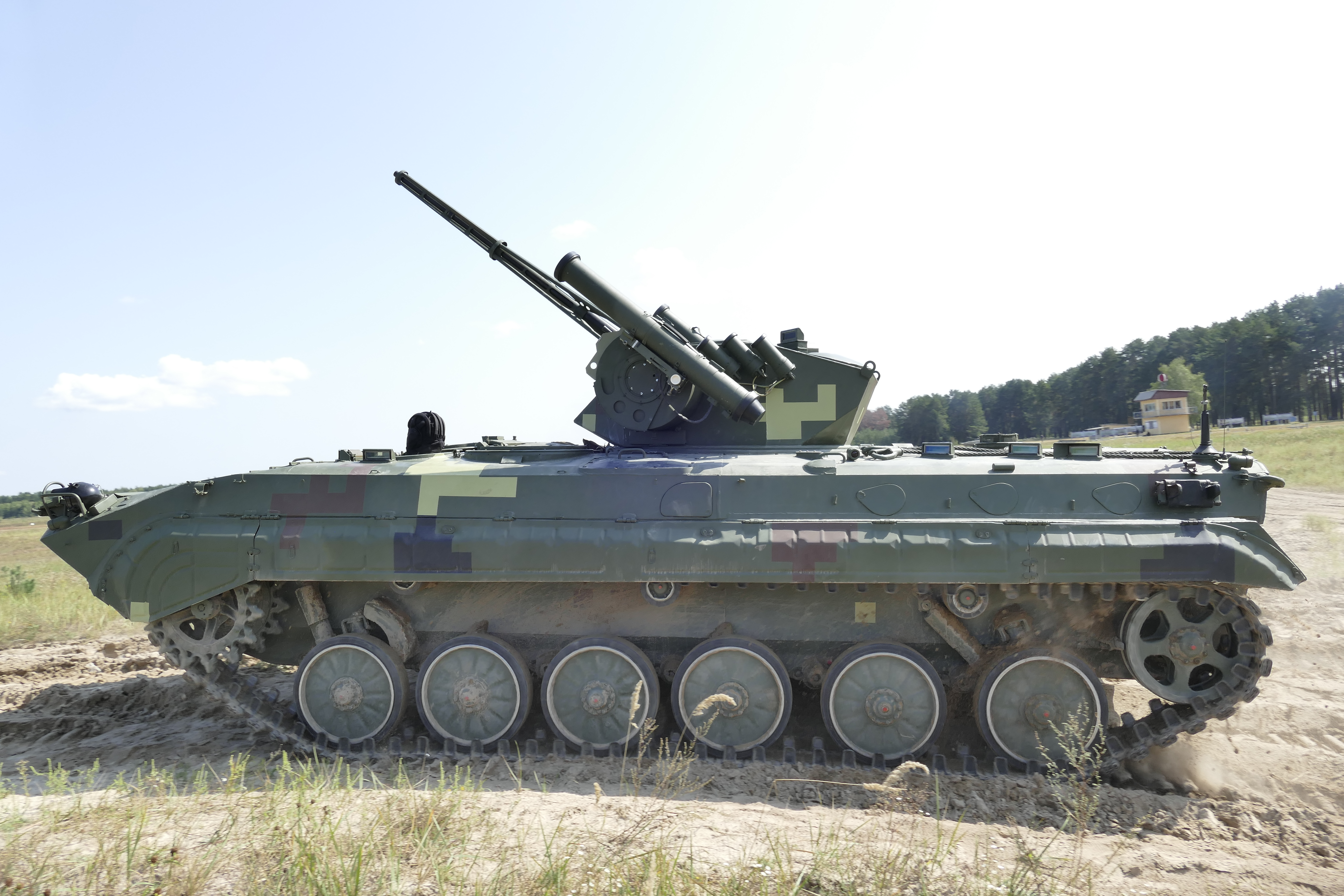
SPYS-SYNTEZ (Украина)